# Thomaston (condado de Knox)
Thomaston es un lugar designado por el censo ubicado en el condado de Knox en el estado estadounidense de Maine. En el censo de 2010 tenía una población de 1.875 habitantes y una densidad poblacional de 335,62 personas por km².

## Geografía
Thomaston se encuentra ubicado en las coordenadas 44°4′55″N 69°10′46″O / 44.08194, -69.17944. Según la Oficina del Censo de los Estados Unidos, Thomaston tiene una superficie total de 5.59 km², de la cual 5.48 km² corresponden a tierra firme y (1.99%) 0.11 km² es agua.

## Demografía
Según el censo de 2010, había 1.875 personas residiendo en Thomaston. La densidad de población era de 335,62 hab./km². De los 1.875 habitantes, Thomaston estaba compuesto por el 96.75% blancos, el 0.32% eran afroamericanos, el 0.53% eran amerindios, el 1.17% eran asiáticos, el 0% eran isleños del Pacífico, el 0.11% eran de otras razas y el 1.12% pertenecían a dos o más razas. Del total de la población el 0.53% eran hispanos o latinos de cualquier raza.